# Reprezentacja Włoch w Pucharze Gordona Bennetta
W zawodach balonów wolnych o Puchar Gordona Bennetta poszczególne kraje mogą reprezentować maksymalnie trzy zespoły składające się z dwóch osób. Po raz pierwszy udział załogi z Włoch miał miejsce podczas I zawodów rozegranych w 1906 roku.

## Wyniki
Osiągnięcia drużyn w poszczególnych zawodach pucharu
UWAGA:
Oznaczenie rekordu długości lotu oraz czasu przelotu zaznaczone jest następująco:
| REKORD |

| Edycja zawodów | Data       | Miejsce zawodów                 | Lokata | Załoga                                       | Balon          | Czas lotu [h] | Odległość [km] |
| -------------- | ---------- | ------------------------------- | ------ | -------------------------------------------- | -------------- | ------------- | -------------- |
| I              | 30.09.1906 | Paryż (Francja)                 | 2      | Alfred Vonwiller, Ettore Cianetti            | Elfe           | 22:00         | 593,00         |
| III            | 11.10.1908 | Berlin (Niemcy)                 | 7      | Ettore Cianetti, Giovanni Pastini            |                | 30:59         | 348,00         |
| III            | 11.10.1908 | Berlin (Niemcy)                 | 11     | Celestino Usuelli, Mario Borsalino           |                | 29:25         | 334,00         |
| III            | 11.10.1908 | Berlin (Niemcy)                 | 14     | Romeo Frassinetti, Guiseppe Cobianchi        |                | 22:30         | 293,00         |
| IV             | 03.10.1909 | Zurych (Szwajcaria)             | 12     | Romeo Frassinetti, Guiseppe Cobianchi        | Zixa           | 25:23         | 663,15         |
| IV             | 03.10.1909 | Zurych (Szwajcaria)             | 13     | Guido Piacenza, Edgardo Bellia               | Albatros       | 21:03         | 660,71         |
| VII            | 27.10.1912 | Stuttgart (Niemcy)              | 10     | Celestino Usuelli, Aldo Finzi                | Andromeda      | 28:12         | 1112,00        |
| VII            | 27.10.1912 | Stuttgart (Niemcy)              | 16     | Nino Picolli                                 | Libia          | 22:36         | 685,00         |
| VIII           | 12.10.1913 | Paryż (Francja)                 | 3      | Giovanni Pastini, Benigni Tullio             |                | 32:35         | 457,00         |
| VIII           | 12.10.1913 | Paryż (Francja)                 | 12     | Agostini, Guiseppe di Valle                  |                |               | 364,00         |
| IX             | 23.10.1920 | Birmingham (Stany Zjednoczone)  | 3      | Giuseppe di Valle, Maj. D. Leone             | Audens         | 48:00         | 1400,00        |
| IX             | 23.10.1920 | Birmingham (Stany Zjednoczone)  | 4      | Ugo Medori, Lieut. A. Pirrazzoli             | Trionfale VI   |               | 1080,00        |
| X              | 18.09.1921 | Bruksela (Belgia)               | 5      | Giuseppe di Valle, Ferrero                   | Triofale V     |               | 617,00         |
| X              | 18.09.1921 | Bruksela (Belgia)               | 6      | C. Barbanti, Ugo Medori                      | Triofale IX    |               | 613,00         |
| XI             | 06.08.1922 | Genewa (Szwajcaria)             | 4      | C. Barbanti, Ugo Medori                      | Triofale IX    | 22:38         | 842,10         |
| XI             | 06.08.1922 | Genewa (Szwajcaria)             | 8      | Giuseppe di Valle, Ferrero                   | Triofale V     | 15:37         | 774,40         |
| XI             | 06.08.1922 | Genewa (Szwajcaria)             | 9      | A. Guglielmetti, Grassi                      | Aerostiere III | 21:13         | 675,60         |
| XIII           | 15.06.1924 | Bruksela (Belgia)               | 3      | Giuseppe di Valle, Eraldo Ilari              | Ciampino V     | 21:34         | 301,00         |
| XIII           | 15.06.1924 | Bruksela (Belgia)               | 4      | cap. Giovanni Grassi, Ugo Medori             | Aerostiere III | 26:55         | 295,00         |
| XIV            | 07.06.1925 | Bruksela (Belgia)               | 3      | Giuseppe di Valle, G. Paonesa                | Ciampino V     |               | 598,00         |
| XIV            | 07.06.1925 | Bruksela (Belgia)               | 4      | cap. Giovanni Grassi, Ten. Franc. Tarantolo  | Aerostiere III |               | 537,50         |
| XIV            | 07.06.1925 | Bruksela (Belgia)               | 10     | Eraldo Ilari, dl Precerutti                  | Ciampino III   |               | 430,50         |
| XV             | 30.05.1926 | Antwerpia (Belgia)              | 12     | Lt. Anselmo Pirazzoli, Lt. Augusto Pisani    | Aerostieri III |               | 36,00          |
| XV             | 30.05.1926 | Antwerpia (Belgia)              | 13     | Franco Picardo, Maj.cav. Giovani Fomarici    | Ciampino III   |               | 33,00          |
| XV             | 30.05.1926 | Antwerpia (Belgia)              | 14     | Maj. Eraldo Ilari, Cap.cav. Giuseppe Sivieri | Ciampino IV    |               | 31,00          |
| XVI            | 10.09.1927 | Detroit (USA)                   | 8      | lt Domenico Leone, Ugo Medori                | Dux            |               | 917,00         |
| XVI            | 10.09.1927 | Detroit (USA)                   | 12     | Maj. Eraldo Ilari, Cap. Guiseppe Paonessa    | Rex            |               | 804,00         |
| XXII           | 23.09.1934 | Warszawa (Polska)               | 10     | A. Pirazoli, Caputo                          | Dux            | 17:30         | 856,29         |
| 57             | 25.08.2013 | Grand Nancy-Tomblaine (Francja) | 14     | Enzo Cisaro, Giovanni Aimo                   | I-OECM         | 4:45          | 97,95          |
| 58             | 29.08.2014 | Vichy (Francja)                 | 15     | Enzo Cisaro, Giovanni Aimo                   | I-OECM         | 8:02          | 95,03          |